# Pempheridae
Famille
Genres de rang inférieur
- Parapriacanthus
- Pempheris

Les Pempheridae  sont une famille de poissons marins de l'ordre des Perciformes représentée par deux genres et 25 espèces.
Il est parfois fait mention de la famille des Pempherididae mais ce synonyme n'est pas valide.

## Description
Il s'agit de poissons de petite taille (de 5 à 30 cm selon les espèces).

## Liste des genres
Selon World Register of Marine Species (15 déc. 2015), ITIS (15 déc. 2015) et NCBI (15 déc. 2015) :
- genre Parapriacanthus Steindachner, 1870 — (4 espèces)
- genre Pempheris Cuvier, 1829 — (21 espèces)

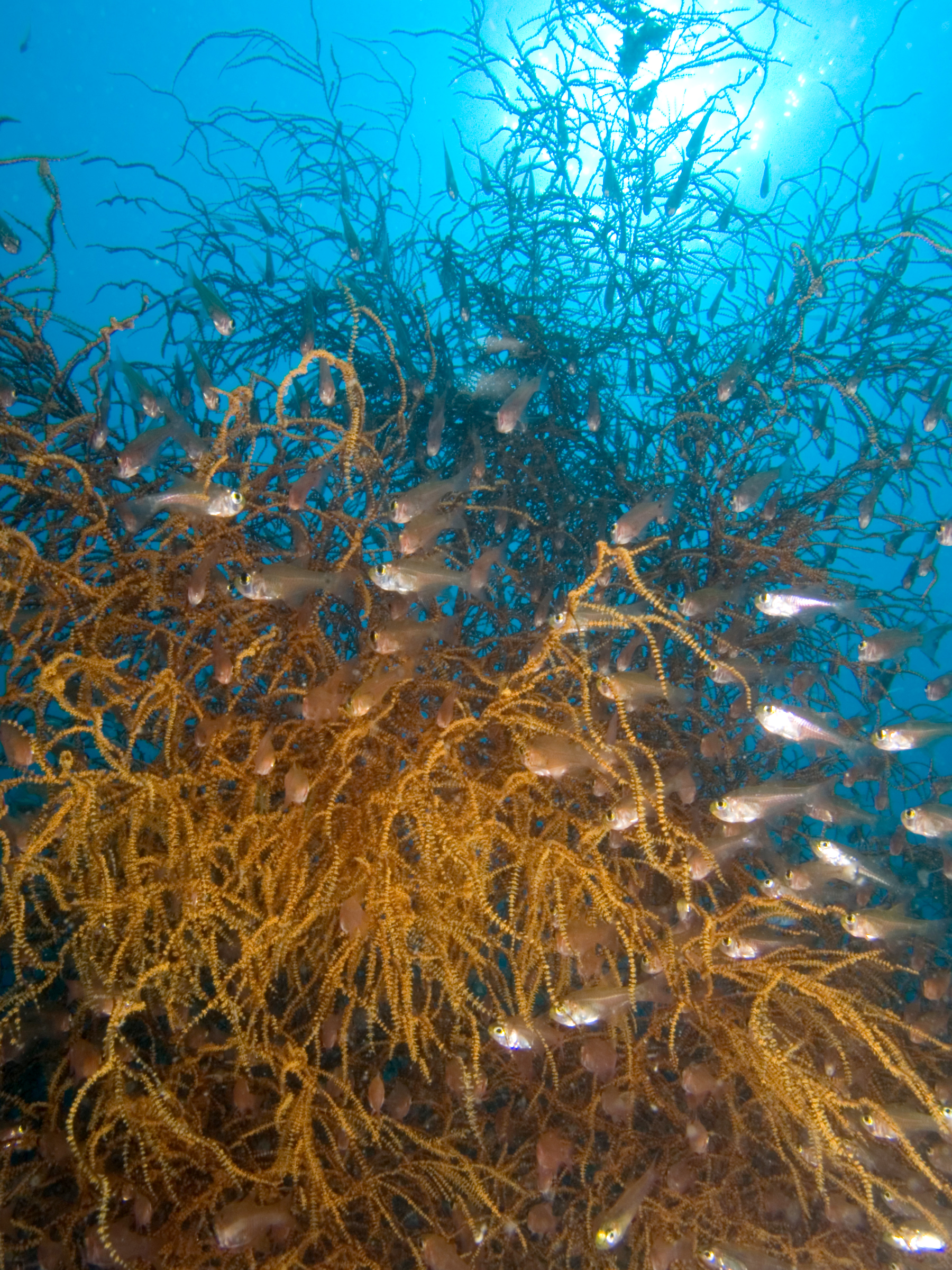
Parapriacanthus ransonneti
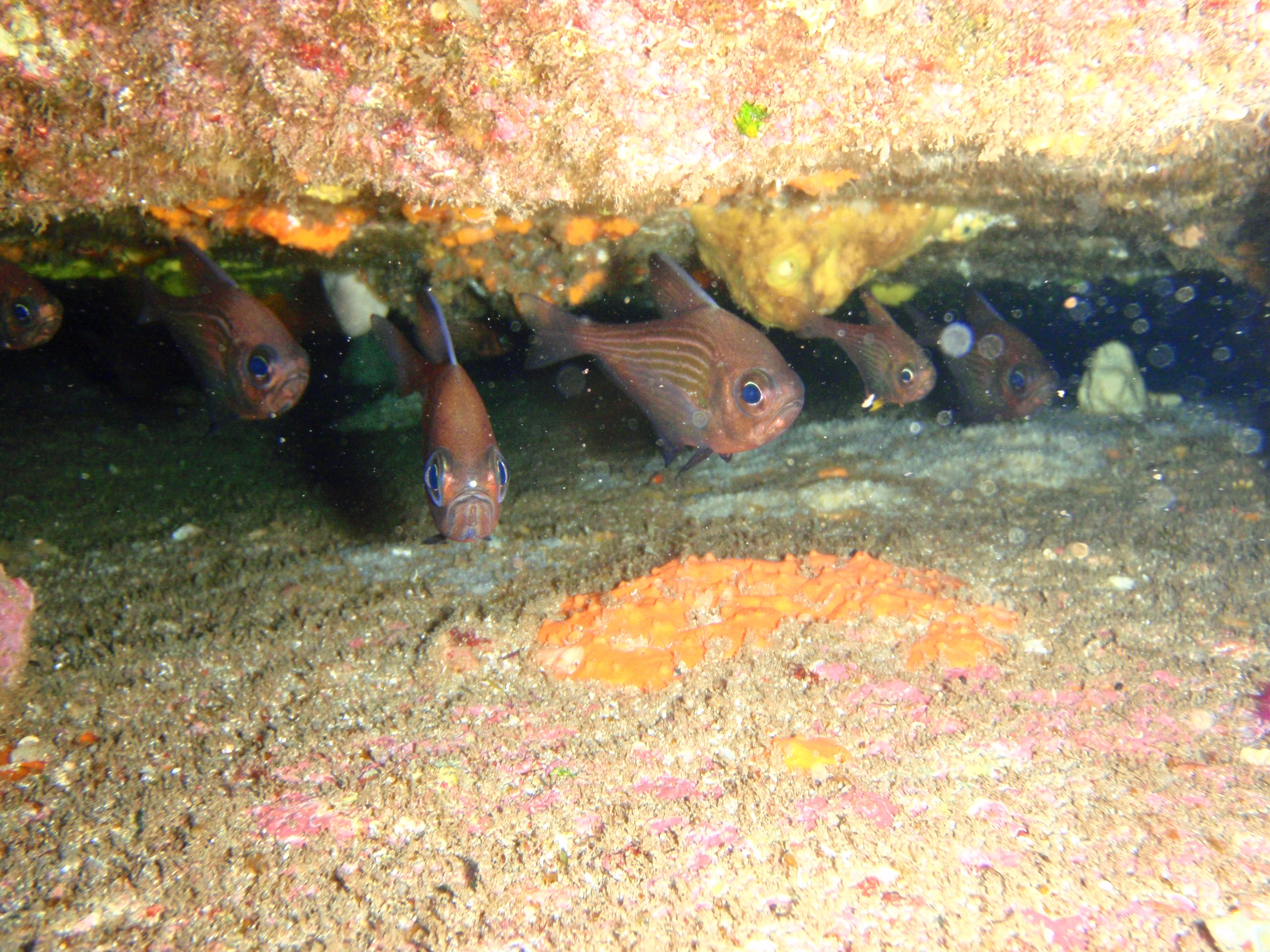
Pempheris ornata